# Ligue africaine de basket-ball
La Ligue africaine de basket-ball (Basketball Africa League, BAL) est une compétition de clubs de basket-ball en Afrique lancée en 2020 avec le soutien de la FIBA et de la NBA,.
La BAL remplace la FIBA Africa Basketball League (ou Africa League), version 2019 de la Coupe d’Afrique des clubs champions de basket-ball.
Elle est présidée par le Sénégalais Amadou Gallo Fall.

## Historique
La NBA et la FIBA annoncent la création de la Basketball Africa League le 16 février 2019. Lors d'une conférence de presse tenue à l'occasion du All Star Game à Charlotte, le commissioner (président de la NBA), Adam Silver, a présenté les grandes lignes du projet. La ligue sera composée de douze équipes constituées après des tournois de qualification organisés à la fin de l'année 2019. Parmi les pays annoncés comme pouvant accueillir une équipe figurent l'Angola, l'Égypte, le Kenya, le Maroc, le Nigeria, le Rwanda, le Sénégal, l'Afrique du Sud et la Tunisie. Adam Silver évoque également l'implication de l'ancien président américain Barack Obama mais sans en préciser le rôle.
En mai 2019, Amadou Gallo Fall, vice-président de la NBA et directeur du département Afrique depuis 2010 est nommé premier président de la BAL par la NBA. En septembre 2019, la BAL annonce les lieux et les villes où devraient se dérouler la saison, dont un Final Four joué à la Kigali Arena à Kigali, au Rwanda.
En juillet 2019, la Ligue annonce que les villes hôtes de la nouvelle compétition seront Le Caire (Égypte), Dakar (Sénégal), Lagos (Nigéria), Luanda (Angola), Rabat (Maroc) et Monastir ou Tunis (Tunisie).
D'abord prévue en mars 2020, la saison inaugurale est reportée en raison de la pandémie de Covid-19. Elle se tient finalement sur un seul site du 16 au 30 mai 2021 à la Kigali Arena au Rwanda.
Le 27 juillet 2021, Barack Obama va rejoindre la filiale Afrique de la Ligue nord-américaine de basket-ball (NBA), a annoncé la NBA. L’ancien président des États-Unis (2008-2016), passionné de basket, aura également une participation minoritaire dans la NBA Afrique.

## Format de compétition
Douze équipes de seize joueurs participent à la première Basketball Africa League. Elles sont réparties en deux conférences et chacune d'elles doit compter au moins huit joueurs de la nationalité représentée.
Six villes accueillent la compétition : Le Caire, Dakar, Lagos, Rabat, Monastir et Kigali où sont organisées les finales. À compter de mars 2020, les six villes organiseront une saison régulière réunissant 12 équipes réparties en deux conférences, chacune se déroulant dans trois villes. Chaque équipe disputera ainsi 30 matches. Les trois meilleures équipes de chaque conférence seront qualifiées pour les playoffs et disputeront des matches aller-retour pour accéder au Final Four qui se tiendra à Kigali en juin.
Trois équipes par Conférence seront qualifiées pour les play-offs.
En raison du report de la compétition à cause de la pandémie de covid-19, la saison régulière se tient finalement du 16 au 30 mai 2021 sur un seul site à Kigali.
Les règles appliquées, notamment concernant le temps de jeu ou de distance de la ligne de tir à 3 points, sont celle de la FIBA.

### Qualifications

#### Qualifications automatiques
Six championnats nationaux qualifient automatiquement leur vainqueur pour participer à la saison régulière de la BAL : Angola, Égypte, Tunisie, Maroc, Sénégal et Nigeria.
Pour la saison 2021, les clubs qualifiés initialement sont l'Atlético Petróleos de Luanda, le Zamalek Sporting Club du Caire, l’Union sportive monastirienne, l’Association sportive de Salé, l'Association sportive des Douanes de Dakar et les Rivers Hoopers de Port Harcourt.

#### Tournois de qualification
Trente-deux clubs participent aux tournois de qualification pour tenter d’obtenir l’une des six places restantes.
Le premier tour se déroule du 15 octobre au 3 novembre 2019. Six tournois sont organisés à Antananarivo à Madagascar, Bamako au Mali, Cotonou au Bénin, Dar es Salaam en Tanzanie, Johannesburg en Afrique du Sud et Libreville au Gabon. Les deux meilleures équipes de chaque tournoi sont qualifiées pour le second tour. Quatre équipes sont également invitées pour compléter l’Elite 16.
Le deuxième tour est constitué de deux tournois, organisés du 26 novembre au 1er décembre à Yaoundé au Cameroun pour la division ouest et du 17 au 22 décembre à Kigali au Rwanda pour la division est. Chaque division est composée de deux groupes dont la composition est définie par tirage au sort, le jeudi 21 novembre à la Maison du basketball à Abidjan. Les deux meilleures équipes de chaque groupe se qualifient pour les demi-finales du tournoi. Les trois meilleures équipes de chaque tournoi se qualifient pour la saison régulière.
Les six clubs supplémentaires qualifiés pour la saison 2020 sont l'Association sportive de la Police de Bamako, la GNBC de Vakinankaratra, le Groupement sportif des Petroliers d'Alger, le FAP de Yaoundé, le Clube Ferroviário de Maputo et les Patriots de Kigali.

### Palmarès par édition
| 2021      | Kigali Arena (Rwanda)        | Zamalek         | 76- 63   | US Monastir        | Petro de Luanda | 97- 68   | Patriots                 |
| 2022      | Kigali Arena (Rwanda)        | US Monastir     | 83 – 72  | Petro de Luanda    | Zamalek         | 97 - 74  | FAP                      |
| 2023      | Kigali Arena (Rwanda)        | Al Ahly         | 80 – 65  | AS Douanes         | Stade malien    | 73 - 65  | Petro de Luanda          |
| 2024 (en) | Kigali Arena (Rwanda)        | Petro de Luanda | 107 – 94 | Al-Ahly Ly SC (en) | Rivers Hoopers  | 80 - 57  | Cape Town Tigers (en)    |
| 2025 (en) | SunBet Arena (en) (Pretoria) | Al Ahli Tripoli | 88 – 67  | Petro de Luanda    | APR BBC         | 129 - 90 | Al Ittihad Alexandria SC |

## Bilan par club et par pays
| Rang | Club               | Médaille d'or, Afrique | Médaille d'argent, Afrique | Médaille de bronze, Afrique | Total |
| ---- | ------------------ | ---------------------- | -------------------------- | --------------------------- | ----- |
| 1    | Petro de Luanda    | 1                      | 2                          | 1                           | 4     |
| 2    | US Monastir        | 1                      | 1                          | 0                           | 2     |
| 3    | Zamalek            | 1                      | 0                          | 1                           | 2     |
| 4    | Al Ahly            | 1                      | 0                          | 0                           | 1     |
| 4    | Al Ahli Tripoli    | 1                      | 0                          | 0                           | 1     |
| 6    | Al-Ahly Ly SC (en) | 0                      | 1                          | 0                           | 1     |
| 6    | AS Douanes         | 0                      | 1                          | 0                           | 1     |
| 8    | Stade malien       | 0                      | 0                          | 1                           | 1     |
| 8    | Rivers Hoopers     | 0                      | 0                          | 1                           | 1     |
| 8    | APR BBC            | 0                      | 0                          | 1                           | 1     |

| Rang | Pays    | Médaille d'or, Afrique | Médaille d'argent, Afrique | Médaille de bronze, Afrique | Total |
| ---- | ------- | ---------------------- | -------------------------- | --------------------------- | ----- |
| 1    | Égypte  | 2                      | 0                          | 1                           | 3     |
| 2    | Angola  | 1                      | 2                          | 1                           | 4     |
| 3    | Tunisie | 1                      | 1                          | 0                           | 2     |
| 3    | Libye   | 1                      | 1                          | 0                           | 2     |
| 5    | Sénégal | 0                      | 1                          | 0                           | 1     |
| 6    | Mali    | 0                      | 0                          | 1                           | 1     |
| 6    | Nigeria | 0                      | 0                          | 1                           | 1     |
| 6    | Rwanda  | 0                      | 0                          | 1                           | 1     |

## Liste des MVP
Le titre de MVP (most valuable player) de la Ligue Africaine de Basket-ball est nommé en hommage à Hakeem Olajuwon.
| Année | Joueur              | Club                 |
| ----- | ------------------- | -------------------- |
| 2021  | Walter Hodge        | Zamalek              |
| 2022  | Michael Dixon       | US Monastir          |
| 2023  | Nuni Omot (en)      | Al Ahly              |
| 2024  | Jo Lual-Acuil (en)  | Al-Ahly Ly SC (en)   |
| 2025  | Jean Jacques Boissy | Al Ahli Tripoli (en) |

## Direction et fonctionnement

### Direction de la ligue
La BAL est dirigée par Amadou Gallo Fall, vice-président de la NBA et directeur du département Afrique depuis 2010.
Le 28 mai 2019, le Mozambicain Anibal Manave est nommé président du conseil d'administration de la ligue. Ancien joueur et président de la fédération mozambicaine de basketball (FMB) de 1997 à 2005, Anibal Manave est vice-président de la FIBA, responsable de la Zone 6 de FIBA Afrique, celle qui recouvre les dix pays les plus au sud du continent. Il est également président du Comité national olympique mozambicain (CONM) depuis 2017.
Le Ghanéen John Manyo-Plange est nommé vice-président, chef de la stratégie et des opérations de la BAL le 16 août 2019. Investi depuis 2010 dans le développement de la NBA en Afrique, il a dirigé précédemment les opérations autour des trois NBA Africa Games et du lancement de la NBA Academy Africa au Sénégal.
Début février 2020, la ligue nomme l'ancien joueur NBA anglo-soudanais Luol Deng comme ambassadeur international.

### Identité
Le logo de la Basketball Africa League s’inspire directement de ceux de la famille de la NBA qui comprend également la WNBA, la NBA G-League et la NBA 2K League. Il représente la silhouette blanche d’un joueur tirant en suspension, entre deux bandes bleue et rouge.
Les deux aplats jaune et vert « témoignent de l’optimisme, de la joie et de la sagesse de l’Afrique, tout en célébrant la santé, l’harmonie et l’environnement » selon l’organisation.
Il a été dévoilé le 19 décembre 2019 à Kigali.

### Équipementiers
Nike et Jordan Brand ont signé un partenariat exclusif avec la ligue. Ils équiperont chacun six clubs.